# Greg Dingizian
Greg Dingizian, född 20 augusti 1960 i Bagdad, är en svensk affärsman och entreprenör baserad i Malmö som är aktiv inom fastighetsbranschen, känd bland annat som grundare och tidigare VD för Victoria Park.

## Biografi
Dingizian kom som barn i mitten av 1960-talet till Sverige och Malmö. Där växte han upp bland annat i stadsdelen Rosengård och var sedan mestadels även verksam där, med en far som var exportchef för ett handelsföretag. Efter ett års ekonomutbildning vid Lunds universitet började han investera i aktier och fick bland annat anställning på investmentbolaget Active. I samband med finanskrisen 1990–1994 utsågs han till VD för det börsnoterade fastighetsbolaget Gotic.
År 1997, som varande vegetarian, försökte han starta en internationell vegetarisk snabbmatskedja kallad Meaning Green med bas i Malmö vilken senare avvecklades år 2000. I samband med detta gjorde Göran Skytte 1999 dokumentärfilmen Den gröne kapitalisten om honom.
Dingizian har efter år 2000 varit verksam som VD 2001–2002 och styrelseledamot 2000–2002 i Wilhelm Sonesson & Co (numera Midsona AB). 2003–2005 var han VD för HSB Malmö.  2005–2009 blev han en av huvudägarna och styrelseordförande i det nya fastighetsbolaget Annehem med satsningen "Victoria Park" vid Limhamns kalkbrott. 2009 köptes Annehem upp av Peab. Dingizian sålde sin ägarandel i företaget Victoria Park 2018 i samband med ett publikt bud varefter han lämnade bolaget.
Dingizian blev sedan VD för Adma Förvaltnings AB som är ett privatägt holdingbolag med bas i Malmö. Bolagets innehav är främst inriktade på fastighetssektorn samt små och medelstora tillväxtbolag.  Adma Förvaltning samarbetar även med och stöder organisationer med syftet att främja lärande, utveckling av entreprenöriella förmågor och jämställdhet bland ungdomar. 
Dingizian är bror till Esabelle Dingizian.

## Utmärkelser
2014 utnämndes Dingizian av Founders Alliance som ”Årets Förebildsentreprenör”.